# Chan el-Chalili

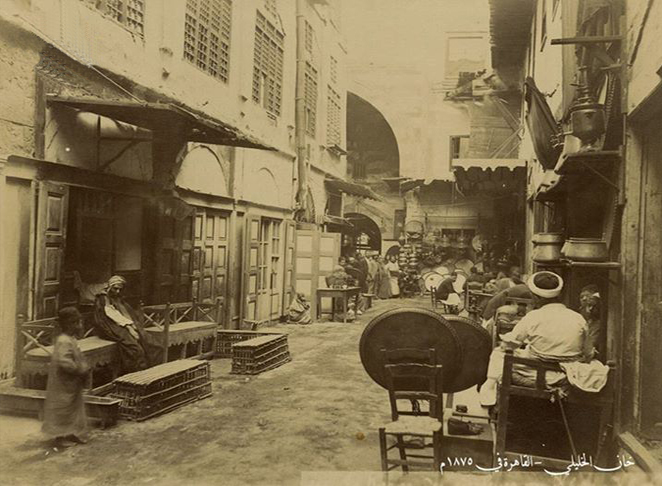
Historische Aufnahme des Chan-el-Chalili aus dem Jahr 1875.

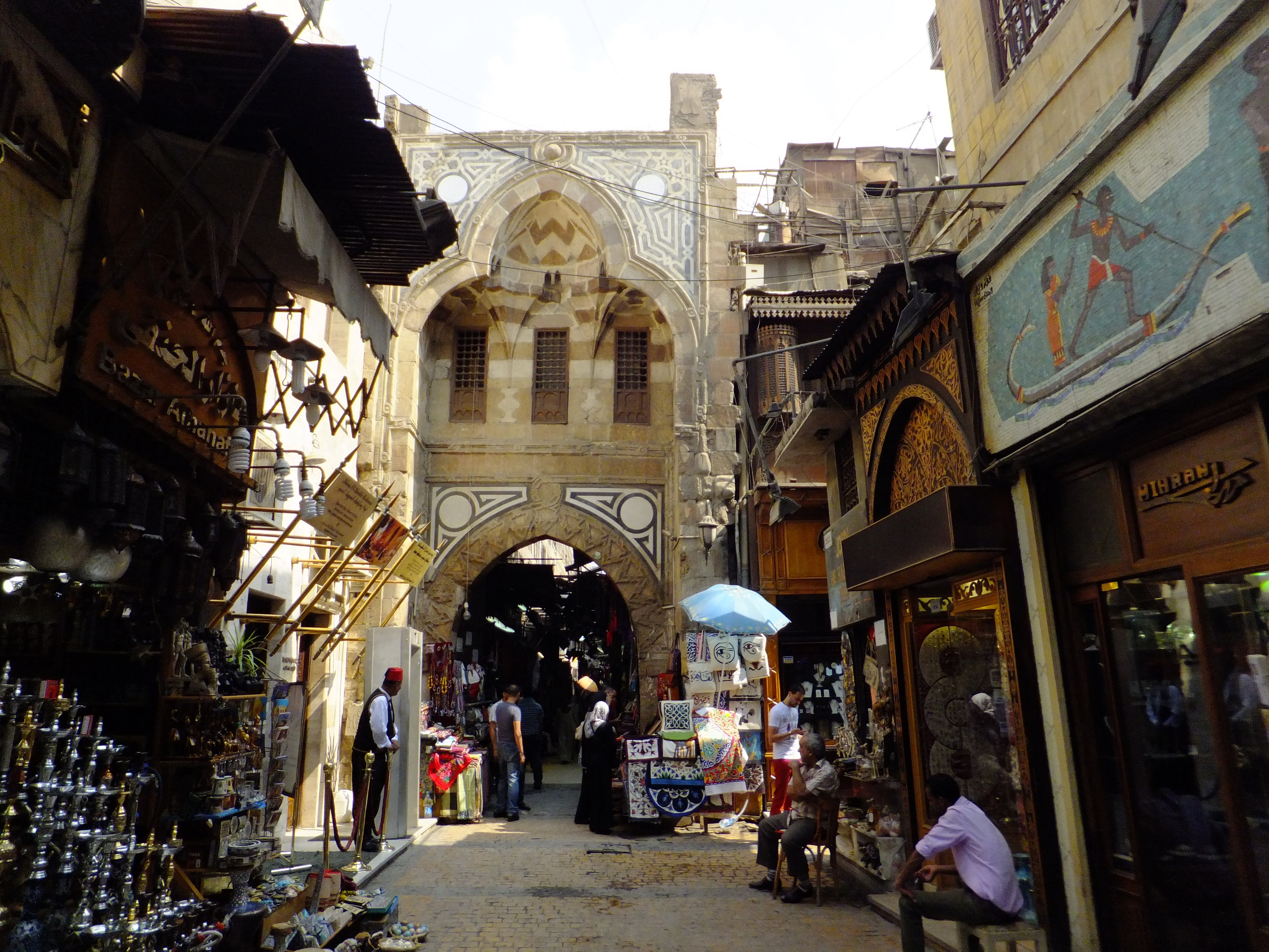
Das Bab al-Badistan, ein Zugangstor zum Chan el-Chalili

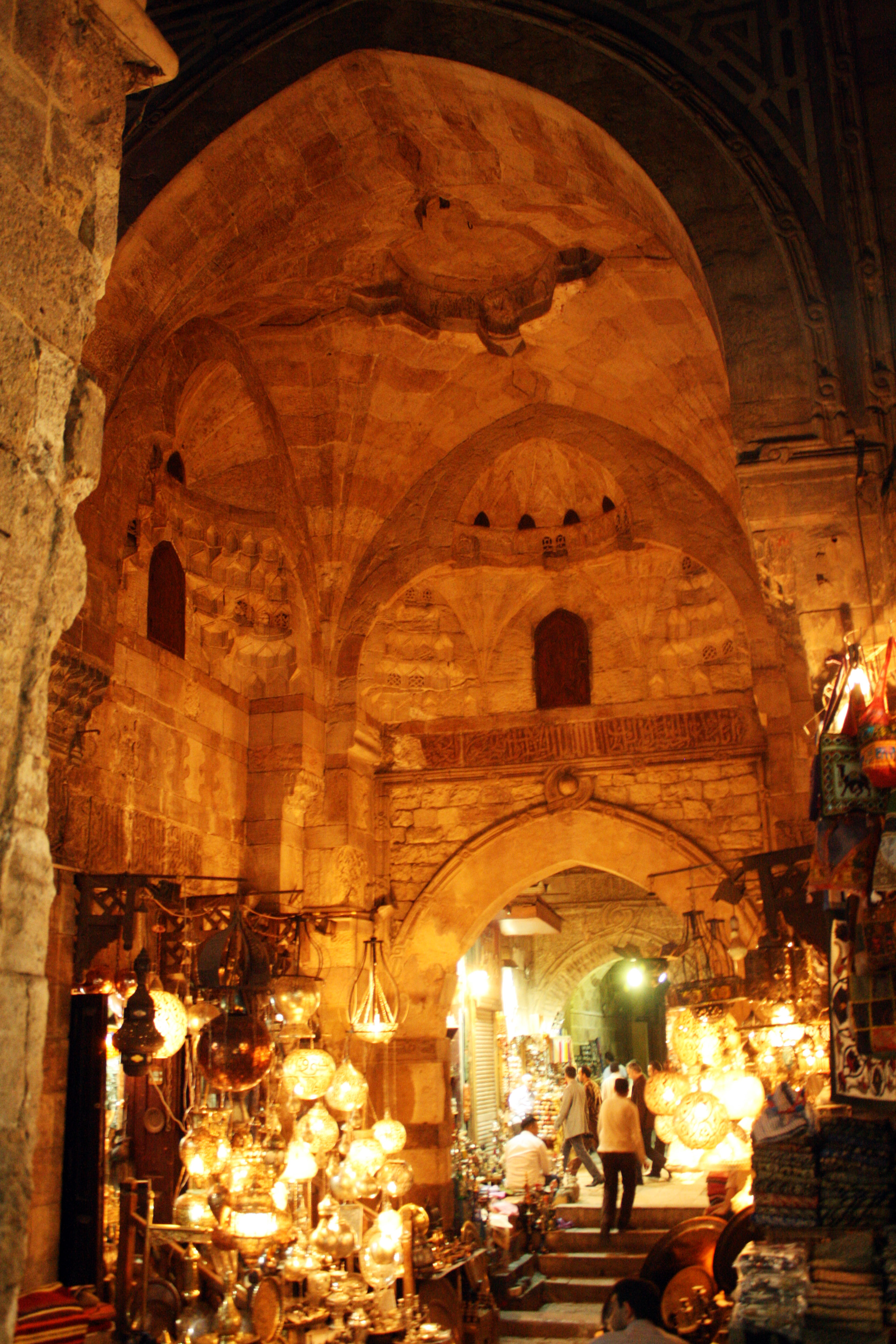
Der Chan-el-Chalili-Basar bei Nacht

Der Chan el-Chalili (arabisch خان الخليلي Chan al-Chalili, DMG Ḫān al-Ḫalīlī, häufig in englischer Umschrift Khan el-Khalili) ist ein Suq (Basar) in der Altstadt von Kairo. 
Der westlich der Saiyidna-el-Husain-Moschee gelegene Basar gilt als der größte Afrikas und wurde im 14. Jahrhundert auf dem Gelände eines ehemaligen Mamluken-Friedhofs als Karawanserei und Handelshof gegründet. Der Name geht auf seinen Bauherrn Emir Dscharkas al-Chalili zurück, der aus Hebron (arabischer Name al-Chalil) stammte und daher den Namen al-Chalili trug.

## Geschichte
Am heutigen Standort des Chan el-Chalili befand sich ursprünglich ein Mausoleum, das Turbat az-zaʿfarān (Safran-Grabmal), aus der Zeit der fatimidischen Kalifen. Das Mausoleum war Bestandteil eines großen Palastkomplexes unter Stadtbegründer Dschauhar as-Siqillī.
Unter den tscherkessischen Mamluken der Burdschiyya-Dynastie schwang sich Ägypten Ende des 14. Jahrhunderts zu regem Handel auf. Während der ersten Regierungsperiode des Sultans Barquq zerstörte Emir Dscharkas al-Chalili das fatimidische Mausoleum nebst gesamtem Friedhof und errichtete an dessen statt eine Karawanserei (arabisch خان, DMG ḫān). Von ursprünglich drei zentralen Eingängen zum Chan ist bis heute ein Tor übrig geblieben, das Bab al-Ghuri, auch bekannt als Bab al-Badistan (türkisch für Baumwolle oder Leinen). Mit der Anlage des Chan el-Chalili im ohnehin bereits bedeutendsten Handelszentrum der Stadt siedelten sich unter späteren Sultanen weitere merkantile Foren an, so das Kait-Bay-Wikala (Karawanserei), südlich der al-Azhar-Moschee, oder die Wikala des al-Aschraf Qansuh (II.) al-Ghuri. 
Während des 15. Jahrhunderts etablierte sich der Chan el-Chalili als Umschlagplatz für wertvolle Steine und regen Sklavenhandel. Später, zur Zeit der Osmanenherrschaft, war der Markt eher als „türkischer Basar“ bekannt. Diese Bezeichnung wird bisweilen heute noch verwendet. Man erahnt noch die ehemalige Pracht der alten Handelshäuser.
Der Chan el-Chalili hat eine enorme Vielzahl von kleinen Gassen, Läden, Kaffeehäusern und Plätzen. Hauptsächlich wird er zwar von ägyptischen Kaufleuten und Ladenbesitzern belegt, doch sind ausländische Händler auf dem Vormarsch, was die Ausrichtung der Geschäftstätigkeiten auf den Tourismus der Stadt verdeutlicht. Vornehmlich werden Souvenirs, Antiquitäten und Schmuck dargeboten, aber es gibt weiterhin viele traditionelle Handwerksbetriebe. Vielerorts wird im Suq die ägyptische Wasserpfeife (Shisha) geraucht und arabischer Kaffee in kleinen Café-Stuben (مقهى maqhā) gereicht. Im Gesamtensemble besticht die Weitläufigkeit des Chan el-Chalili.

## Terrorangriffe
Im April 2005 (Selbstmordangriff) und Februar 2009 wurden auf den Markt gezielte Terrorangriffe verübt. Es gab zahlreiche Verletzte, und im Jahr 2005 kamen dabei 21 Menschen ums Leben; 2009 starb eine minderjährige Französin. In der Folge gingen Basarbesuche zwischenzeitlich erheblich zurück, zumal zuvor noch nie ein Terroranschlag auf einen Basar verübt worden war.

## Chan el-Chalili in der Literatur
Der Schriftsteller und Literaturnobelpreisträger Nagib Mahfuz ließ seine 1947 erschienene Novelle Die Midaq-Gasse (زقاق المدق Zuqāq al-Midaqq) in der Midaq-Gasse im Suq spielen.
Die Novelle The Confusion (2004) aus dem Barock-Zyklus von Neal Stephenson, spielt mit etlichen Schlüsselszenen in einer Karawanserei des Suqs.